# Episodi di Queer as Folk (quarta stagione)
La quarta stagione della serie televisiva Queer as Folk è stata trasmessa sul canale statunitense Showtime dal 18 aprile al 18 luglio 2004.
| nº | Titolo originale                     | Prima TV USA   |
| -- | ------------------------------------ | -------------- |
| 1  | Just a Little Help                   | 18 aprile 2004 |
| 2  | Stand Up for Ourselves               | 25 aprile 2004 |
| 3  | Starting a Whole New Life            | 2 maggio 2004  |
| 4  | Escalating Violence                  | 9 maggio 2004  |
| 5  | How Far You Can Go                   | 16 maggio 2004 |
| 6  | Death in the Family                  | 23 maggio 2004 |
| 7  | Preponderance of Death               | 30 maggio 2004 |
| 8  | Two Kinds of Lies                    | 6 giugno 2004  |
| 9  | Have Some Balls                      | 13 giugno 2004 |
| 10 | The Snake in Paradise                | 20 giugno 2004 |
| 11 | Gay or Straight? That's the Question | 27 giugno 2004 |
| 12 | Irritation and Separation            | 4 luglio 2004  |
| 13 | Proposal of Two Kinds                | 11 luglio 2004 |
| 14 | Liberty Ride                         | 18 luglio 2004 |

## Just a Little Help
- Diretto da: Kelly Makin
- Scritto da: Ron Cowen e Daniel Lipman

### Trama
Rita minaccia Ben di far arrestare Michael per rapimento di minore, se lui ed Hunter non saranno presenti all'udienza per l'affido. Ben telefona a Michael per implorarlo di tornare a casa, ma lui è contrario perché non vuole perdere Hunter, nonostante abbiano finito i soldi.
Quando scopre che Hunter continua a prostituirsi per guadagnare qualcosa, Michael prende la decisione di tornare a Pittsburgh e affrontare il processo. Melanie difende Hunter e cerca di evidenziare come sua madre, per quanti sforzi abbia compiuto, è la responsabile del cattivo stile di vita del ragazzo: il giudice però, ritenendo che un figlio debba vivere con i genitori naturali, dà l'affido di Hunter a Rita.
A questo punto, Hunter bacia sulla bocca sua madre e poi le confessa di essere sieropositivo: la donna lo spintona via disgustata, così che il giudice decide di rivedere la propria decisione e affida il ragazzo a Michael e Ben, a patto che si comporti bene.
Ted racconta la sua esperienza al gruppo di sostegno, in particolare l'episodio del filmino relativo agli abusi da lui subìti, esprimendo la propria paura di aver contratto l'HIV. Emmett viene informato da Lindsay e Melanie circa il soggiorno di Ted in clinica ed è da loro spronato ad andare a trovarlo: qui però apprende che Blake è il suo consulente per le dipendenze, provando una forte gelosia.
Ted fa ritorno a casa, intenzionato a interrompere la terapia, ed Emmett reagisce male, invitandolo direttamente a suicidarsi se si sente davvero perduto.
Per risollevare il morale di Emmett, Debbie e Vic gli consigliano di partecipare al "Raduno delle fate", una riunione di uomini gay che fu di grande aiuto per Vic quando scoprì di essere sieropositivo.
L'acquisto degli spazi pubblicitari contro Stockwell ha notevolmente indebitato Brian, il quale si trova in gravi difficoltà economiche, visto e considerato che non ha più un lavoro.
Justin non capisce perché Brian abbia rifiutato la sua offerta di aiuto, vale a dire i proventi incassati dalla vendita di Furore, ma Lindsay e Melanie gli spiegano che lui è sempre stato un tipo troppo orgoglioso per farsi aiutare.
Gardner rivuole Brian in agenzia, ma in cambio deve firmare un contratto nel quale accetta di non rubargli i clienti: Brian non intende sottostare nemmeno a questa proposta e medita di aprire un'agenzia per conto proprio, ma i suoi vecchi clienti danno forfait all'ultimo momento.
A Brian non resta altro da fare che mettere in vendita il loft, cosa a cui Justin è decisamente contrario perché a esso sono legati tutti i loro ricordi: il ragazzo racconta a Lindsay e Melanie che è stato Brian ad aver realizzato lo spot sul "caso Camp", per il quale Stockwell è attualmente indagato.
Le due donne organizzano una serata di beneficenza da Woody, alla quale si esibisce la drag queen Shanda Leer, consegnando il ricavato ai "cittadini impegnati per la verità", cioè Brian, che accetta la generosa donazione.
Darren, ovvero Shanda Leer, viene aggredito da una coppia di omofobi fuori da Woody.
- Guest star: Jack Wetherall (Vic Grassi), Sherry Miller (Jennifer Taylor), Harris Allan (James "Hunter" Montgomery), Dean Armstrong (Blake Wyzecki)
- Altri interpreti: Carlo Rota (Gardner Vance), Marnie McPhail (Rita Montgomery), Ryan Kelly (Darren/Shanda Leer)

## Stand Up for Ourselves
- Diretto da: Jeremy Podeswa
- Scritto da: Ron Cowen, Daniel Lipman e Michael MacLennan

### Trama
Michael ed Emmett si recano al "Raduno delle fate", dove i partecipanti si isolano dalla quotidianità per vivere una realtà parallela in cui hanno nomi diversi e indossano abiti nuovi: mentre Michael si ambienta immediatamente, prendendo parte alle varie attività, Emmett è scettico circa l'utilità del raduno.
Perdinca, la fata segretaria che si occupa dell'accoglienza degli ospiti, dà ad Emmett dei funghetti allucinogeni in modo che si diverta come tutti gli altri.
Emmett si incammina nel bosco e incontra Harry, colui che ha fondato il raduno, che si mostra partecipe del dolore che sta provando perché è stato ferito da qualcuno che amava, esortandolo però ad andare avanti.
Emmett decide di vivere con spirito diverso il raduno, unendosi al falò notturno, dove apprende che Harry è morto da due anni e dunque ha avuto un'allucinazione.
Brian è alla ricerca di clienti per la Kinnetik, ma non riesce a trovare nessuno: la sua ex segretaria Cynthia lo informa che Gardner sta per presentare alla Remson Farmaceutici una campagna, che lui aveva ideato, di un medicinale contro l'HIV.
Brian ricorda che quella campagna esaltava i vantaggi del farmaco, tanto da rappresentare le attività che i malati potevano tornare a fare: correre, giocare a pallavolo e addirittura scalare una montagna.
Ben iscrive Hunter in palestra perché l'HIV si deve combattere con l'esercizio fisico e non con dei farmaci che danno l'illusione di stare bene.
Brian si presenta a sorpresa alla Vanguard per sottoporre alla Remson Farmaceutici la sua nuova campagna, basata sull'onesta, perché i malati di AIDS non pretendono di scalare una montagna, ma chiedono soltanto di vivere un po' più a lungo.
Attraverso il sondaggio condotto dalla Remson Farmaceutici su un gruppo di consumatori, emerge che la pubblicità proposta da Brian è migliore di quella che Gardner spacciava per sua: la Kinnetik ha il suo primo cliente.
Ted conclude il suo soggiorno in clinica, ma continuerà a fare terapia di gruppo: tutti sono contenti di rivederlo, ma nessuno sembra avere tempo per ascoltare la sua esperienza.
A casa, mentre si sta disfando degli oggetti che lo hanno messo sulla cattiva strada, accende il computer e trova decine di email inviate da Mark per chiedergli dove si trova: Ted, che vuole chiudere definitivamente i conti con quel passato, le elimina tutte.
In quel momento bussano alla porta Lindsay e Melanie, le quali vedono la droga sul tavolo e pensano che ne stia facendo ancora uso: Ted è dispiaciuto perché nessuno vuole credere nel suo cambiamento, così Blake si offre di aiutarlo a completare la pulizia e rimane a dormire da lui.
Justin si prende cura di Darren e cerca di incoraggiarlo a lasciarsi alle spalle l'aggressione subìta, anche se la conseguenza è che probabilmente rimarrà zoppo a vita.
Al Centro Gay e Lesbiche si tiene un'assemblea, alla quale Melanie e Ben fanno da moderatori, dove si discute su come rendere più sicura Liberty Avenue da aggressori omofobi.
Un ragazzo suggerisce l'idea di non affidarsi alla polizia perché non si è mai interessata ai gay, ma di proteggersi da soli con delle pattuglie di sorveglianza per le strade, i Pink Posse: tutti sono molto colpiti dalle dure parole del ragazzo, soprattutto Justin.
Gli aggressori di Darren sono stati fermati, ma lui non vuole recarsi al comando di polizia per identificarli: di fronte alle rimostranze di Justin, Darren lo mette davanti alla dura realtà che nemmeno lui ha fatto nulla perché Chris Hobbs pagasse per averlo quasi ucciso.
Justin prende così la decisione di unirsi ai Pink Posse e stringe la mano a Cody Bell, il ragazzo intervenuto in assemblea nonché leader del gruppo.
- Guest star: Harris Allan (James "Hunter" Montgomery), Dean Armstrong (Blake Wizecky)
- Altri interpreti: Carlo Rota (Gardner Vance), Stephanie Moore (Cynthia), Mitch Morris (Cody Bell), Ryan Kelly (Darren/Shanda Leer)

## Starting a Whole New Life
- Diretto da: Chris Grismer
- Scritto da: Ron Cowen, Daniel Lipman e Brad Fraser

### Trama
Ted risulta negativo al test dell'HIV: questo significa che può compiere il primo passo verso la sua nuova vita.
Ted è alla ricerca di un lavoro e decide di tentare un provino come cantante d'opera, anche se ha preso soltanto qualche lezione ai tempi del college.
Ted è molto pessimista circa l'esito del provino, tanto da cominciare a leggere le inserzioni del giornale, ma inaspettatamente viene contattato perché è stato scelto proprio lui: il lavoro consiste nell'esibirsi in un ristorante, dove serve anche ai tavoli come cameriere.
Vic e Rodney non riescono mai a godersi un momento d'intimità per la continua interferenza di Debbie: Vic teme che il fidanzato possa decidere di lasciarlo, ma allo stesso tempo non vuole compromettere il profondo legame affettivo con la sorella.
Vic chiede consiglio a Michael in negozio: Hunter, che sta facendo i compiti di matematica, gli suggerisce di "sottrarre uno a tre", vale a dire liberarsi di Debbie per restare da soli lui e Rodney.
Debbie apprende da Michael e Ben del nuovo lavoro di Ted, ma anche che Vic e Rodney si trovavano a cena nello stesso ristorante, mentre gli era stato detto che Rodney era ammalato.
Vic comunica a Debbie di aver deciso di andare a convivere con Rodney: la donna manifesta la propria felicità per lui, ma non nasconde un velo di tristezza perché in questi anni sono stati più che fratello e sorella.
Emmett ha smesso di frequentare gli amici perché ha paura, come effettivamente è successo un giorno in centro, di incontrare Ted e Blake.
Al Babylon, Emmett balla in pista con un ragazzo appena conosciuto e tratta in malo modo Michael, il quale cercava di convincerlo a bere qualcosa con lui: Brian interrompe Emmett e gli fa notare il suo cattivo comportamento nei confronti di Michael, così Emmett lo raggiunge al bancone del bar e si scusa con lui.
Brian è alla ricerca di una sede per la Kinnetik, ma non gli vanno a genio le proposte di Jennifer perché vorrebbe adottare uno stile diverso rispetto alla Vanguard.
Jennifer trova la soluzione ideale per lui: le vecchie saune, idea che Brian gradisce perché sente più vicina a sé.
Justin si rasa i capelli come segno distintivo d'appartenenza ai Pink Posse: Cody stabilisce che i pattugliamenti notturni avverranno a coppie e che lui lavorerà con Justin.
Il ragazzo è molto soddisfatto per quello che sta facendo, ma Brian e Jennifer non sono d'accordo perché sta mettendo a rischio la sua incolumità.
Cody si bacia con Justin nel quartiere etero della città come tattica per attirare gli omofobi: un tizio li biasima apertamente per il loro stile di vita e Cody comincia ad aggredirlo.
Inizialmente Justin si limita a guardare la scena, ma quando l'uomo dice che i gay dovrebbero prendere l'AIDS e morire, si ricorda che erano le stesse parole dette da Chris Hobbs: mentre Cody lo immobilizza, Justin gli tira un pugno in pieno volto.
- Guest star: Jack Wetherall (Vic Grassi), Sherry Miller (Jennifer Taylor), Makyla Smith (Daphne Chanders), Harris Allan (James "Hunter" Montgomery), Dean Armstrong (Blake Wizecky)
- Altri interpreti: Mitch Morris (Cody Bell), Gary Brennan (Rodney)

## Escalating Violence
- Diretto da: Kevin Inch
- Scritto da: Ron Cowen, Daniel Lipman e Del Shores

### Trama
Michael è agitato perché, da un momento all'altro, lui e Ben potrebbero ricevere la visita dell'assistente sociale, quindi tiene particolarmente a che tutto sia perfetto.
Da quando Vic è andato a vivere con Rodney, Debbie si sente molto sola e comincia a dare una mano a tutti, giusto per fare qualcosa: il problema è che trascorre un po' troppo tempo da Michael e Ben, scombussolando i loro piani.
L'assistente sociale arriva proprio nel momento in cui Michael e Debbie stanno discutendo: Michael è convinto di aver perso l'affidamento di Hunter, ma la sera successiva apprende che non è così perché la lite fa parte delle normali dinamiche di una famiglia, da che si capisce che il ragazzo sta ricevendo molto amore.
La Kinnetik inizia la sua attività: Brian comincia a rendersi conto che gestire un'agenzia è molto diverso rispetto a quando era un semplice dipendente, ma fa di necessità virtù e si butta nel lavoro.
Il suo commercialista, il signor Wertshafter, ha commesso un errore e Brian ha bisogno che venga risolto entro sera perché deve versare l'acconto a un nuovo cliente: Brian, ricordandosi che Wertshafter è l'ex capo di Ted, lo porta via dalla seduta del gruppo di sostegno per fargli risolvere il problema.
Ted riesce a ricordare la password del server di Wertshafter e sistema tutto: Brian gli propone di diventare il suo nuovo commercialista, ma Ted rifiuta perché ha un altro lavoro.
Al ristorante, quando riesce ad aiutare quattro anziane commensali a capire quanto deve pagare ciascuna di loro, Ted si rende conto che la sua vera passione è la ragioneria: decide così di tornare da Brian e accettare la sua offerta di lavoro.
Emmett non ha un posto dove portare le sue nuove conquiste, dato che vive con Melanie e Lindsay e non può certamente approfittare della loro ospitalità.
Quando Brian si rifiuta di prestargli il loft, Emmett porta la sua fiamma in casa delle lesbiche premurandosi di copulare silenziosamente: il ragazzo con cui è insieme ulula, svegliando le due donne.
La mattina dopo Lindsay fa notare ad Emmett, pur con tutta la delicatezza del caso, che ha violato il loro accordo e che sarebbe meglio per tutti se si trovasse un nuovo appartamento: Emmett non ha mai vissuto da solo, però capisce che per il suo bene è meglio rifletterci seriamente.
Melanie assicura a Ginette ed Anna, la coppia lesbica del "caso Arlen contro Arlen", che hanno ottime possibilità di vincere la causa perché il giudice è di larghe vedute.
Melanie lavora molto duramente sulla sua arringa, ma poi viene a sapere che il giudice in questione è stato sostituito con uno decisamente omofobo.
Larry, il socio di Melanie, si propone per sostituirla nell'incarico perché è convinto che un'avvocatessa lesbica incinta sia poco credibile davanti al nuovo giudice: Melanie è però decisa a portare la causa fino in fondo.
Justin prende lezioni di boxe da Cody perché devono farsi trovare pronti per aggredire gli omofobi: gli altri membri dei Pink Posse decidono di chiamarsi fuori, preoccupati dalla deriva violenta che il gruppo sta assumendo.
Per non perdere anche Justin, l'unico membro del gruppo che gli è rimasto, e dissipare i suoi dubbi circa quello che stanno facendo, Cody lo porta in una chiesa per dimostrargli come la loro causa sia del tutto giustificata, poiché il prete nel suo sermone dice chiaramente che i gay andranno all'inferno.
Cody e Justin ripetono la tattica dell'ultima volta, baciandosi accanto a una coppia etero: il ragazzo li insulta e minaccia Justin con un coltello, ma Cody estrae una pistola e lo mette in fuga.
Justin dice di non aver mai usato una pistola, così Cody gliela fa maneggiare e i due cominciano a masturbarsi in un angolo.
- Guest star: Jack Wetherall (Vic Grassi), Harris Allan (James "Hunter" Montgomery)
- Altri interpreti: Mitch Morris (Cody Bell), Craig Eldridge (Larry Jacobs), Stephanie Moore (Cynthia)

## How Far You Can Go
- Diretto da: Kelly Makin
- Scritto da: Ron Cowen, Daniel Lipman e Shawn Postoff

### Trama
Ben si appresta a far pubblicare il suo secondo libro e, prima di consegnare il manoscritto all'editore, vuole il parere di Michael.
Per guadagnare tempo, siccome il libro non gli è piaciuto, Michael finge di non averlo ancora finito: per non far rimanere male Ben, Michael gli dice che il libro è molto bello.
Ben porta Michael a cena e poi al Babylon per festeggiare: mentre stanno ballando, Michael fa capire a Ben cosa pensa veramente del libro.
L'editore restituisce il manoscritto a Ben, chiedendogli di modificare alcune parti e di renderlo in generale più interessante.
Emmett ha trovato un bel appartamento, ma presto si rende conto che vivere da soli non è così bello come sembra: gli manca qualcuno con cui condividere le piccole cose e che ascolti i suoi problemi.
Vic promette a Debbie che, quando lui e Rodney si sistemeranno, lei sarà la prima persona a vedere la casa nuova: Debbie vuole fare loro il primo regalo, così acquista un paio di strofinacci.
Quando passa da loro, Debbie scopre che è in atto una cena con alcuni amici di Rodney: dopo aver consegnato il regalo ai padroni di casa, se ne va offesa perché Vic le aveva fatto intendere che la casa non fosse ancora pronta, nonostante l'invito del fratello a unirsi a loro.
Debbie chiede ad Emmett di trasferirsi a vivere da lei, cosicché entrambi non soffrano più di solitudine.
Ted consegna a tutti i suoi amici delle lettere di scuse per tutti i problemi che ha causato con la sua tossicodipendenza: l'unica lettera che non ha il coraggio di consegnare è quella ad Emmett.
Melanie è furiosa perché Ginette ed Anna l'hanno scaricata, accettando di farsi difendere da Larry: Lindsay chiede l'aiuto di Brian per farla riflettere sul fatto che la loro scelta è stata motivata da una questione di affari.
Parlando con Ted, Melanie capisce che non deve farne una questione di principio: la donna decide così di lasciare la causa in mano a Larry, offrendosi di fare loro da consulente.
Cody porta Justin al poligono di tiro per insegnargli a sparare: i tremori alla mano destra impediscono a Justin di prendere la giusta mira, così Cody gli suggerisce di pensare che le sagome rappresentino le persone che lo hanno fatto soffrire.
Senza volerlo, Daphne fa il nome di Chris Hobbs e Justin racconta a Cody tutti i problemi che ha dovuto passare a causa sua.
Brian trova la pistola di Cody nei pantaloni di Justin e comincia a preoccuparsi, avvertendolo che vendicarsi non è la soluzione migliore e che Cody è una persona poco raccomandabile.
Cody rintraccia Hobbs perché vuole che Justin gliela faccia pagare: i due scoprono che è diventato responsabile di un cantiere edile, ma quando lo incontrano Justin si blocca e non riesce a dirgli nulla, mentre Hobbs li insulta perché sono gay.
Daphne, preoccupata per l'amicizia di Justin con Cody, ne parla con Brian: l'uomo ha nel frattempo cambiato idea, arrivando a condividere il desiderio di vendetta che sta provando Justin.
Una sera, mentre Hobbs sta rincasando, Justin gli punta la pistola carica e lo costringe a inginocchiarsi e ingoiare la canna dell'arma: Cody lo incita a sparare, ma Justin non lo fa e ordina a Hobbs di rientrare in casa.
Mentre si sta allontanando, Cody gli urla che è codardo come tutti gli altri: Justin è però felice perché, anche solo spaventando a morte Hobbs, ha avuto la sua vendetta.
- Guest star: Jack Wetherall (Vic Grassi), Makyla Smith (Daphne Chanders), Harris Allan (James "Hunter" Montgomery)
- Altri interpreti: Mitch Morris (Cody Bell), Alec McClure (Christopher Mark Hobbs), Craig Eldridge (Larry Jacobs)

## Death in the Family
- Diretto da: Bruce McDonald
- Scritto da: Ron Cowen, Daniel Lipman e Michael MacLennan

### Trama
Michael riceve una lettera dal famoso regista Brett Keller, interessato a girare un film tratto da Furore: lui e Justin cominciano a montarsi la testa, immaginando gli astronomici introiti che potranno ottenere.
Ben li induce a riflettere su quanto siano effimeri i loro sogni, essendo risaputo che i registi danno soltanto mere illusioni.
Alla festa per l'inaugurazione della Kinnetic, Brian ringrazia tutti per il sostegno che gli hanno dato e si dice certo che l'agenzia avrà successo.
Nonostante i molti impegni di lavoro, Brian si concede una serata al Babylon con Justin: i due adocchiano un bell'uomo e scommettono su chi di loro due lo conquisterà, con Justin che mette in palio un viaggio a Ibiza e Brian l'obbligo per il giovane di rimettersi a studiare.
Purtroppo, mentre erano intenti a scommettere, l'uomo si è dileguato: lo rincontrano il giorno dopo in palestra, dove Justin boicotta Brian mettendo in giro la voce che ha le piattole.
Mentre Melanie è al settimo cielo per aver vinto il "caso Arlen contro Arlen", Lindsay cerca di convincere l'artista Sam Auerbach a farsi organizzare una mostra dalla sua galleria d'arte.
Lindsay si è sempre dichiarata un'ammiratrice di Sam, ma quando lo conosce rimane molto delusa perché è una persona estremamente arrogante e maschilista.
Lindsay cerca di assecondare i gusti perversi di Sam, ma quando l'uomo scopre che è lesbica e le propone un ménage à trois con Melanie, lo spintona e se ne va disgustata.
Ted trova il coraggio di consegnare la lettera di scuse per Emmett, ma il ragazzo la rifiuta perché non pensa al dolore che gli ha causato: Blake va a parlare della faccenda a tu per tu con Emmett, consegnandogli la lettera.
Debbie non rivolge più la parola a Vic, ignorandolo deliberatamente quando è alla tavola calda e riempiendolo di insulti: Michael riesce a farla ragionare e la esorta a riconciliarsi con lo zio.
Debbie passa a casa di Vic, ma i due si mettono a discutere quando Debbie gli rinfaccia di averla lasciata sola dopo che per quattro anni gli ha fatto da balia nella sua malattia.
Michael ed Emmett passano da Vic per lasciargli le sue pentole, trovandolo apparentemente addormentato davanti al televisore: quando tenta di svegliarlo, Michael si accorge che lo zio è morto.
Justin trova l'uomo della scommessa da Woody: parlandoci scopre che si chiama Shane ed è un medico appena trasferitosi a Pittsburgh.
Brian passa a chiamare Justin, dicendogli che la scommessa è annullata perché Vic è morto: i due passano a casa di Debbie, dalla quale Brian viene cacciato perché ha detto che Vic è stato anche fin troppo fortunato a vivere così a lungo.
Dopo aver messo a letto Debbie, Emmett rientra nella sua stanza e legge la lettera di Ted, il quale nel frattempo si sta baciando con Blake a casa sua.
Per togliersi il pensiero della morte di Vic, Brian copula con Shane nella darkroom del Babylon: dopo il rapporto, il dottore gli dice di avergli trovato un nodulo sospetto sul testicolo sinistro.
- Guest star: Jack Wetherall (Vic Grassi), Harris Allan (James "Hunter" Montgomery), Dean Armstrong (Blake Wizecky)
- Altri interpreti: Robin Thomas (Sam Auerbach), James Gallanders (Shane), Gary Brennan (Rodney)

## Preponderance of Death
- Diretto da: Alex Chapple
- Scritto da: Ron Cowen, Daniel Lipman e Brad Fraser

### Trama
È il funerale di Vic e tutti spendono belle parole per lui, tranne Debbie che sembra ancora impassibile e distaccata.
Alla veglia funebre, Rodney consegna a Debbie una scatola contenente alcuni oggetti di Vic: all'interno c'è una lettera, scritta da Vic quando era sul punto di morire quattro anni prima, in cui chiedeva alla sorella di festeggiare l'imminente Natale in ogni caso.
Per onorare la sua memoria, Debbie decide quindi organizzare una festa di Natale fuori stagione ed esige che tutto sia perfetto: Michael non comprende lo strano comportamento della madre, però lo accetta perché è un modo per lei di distrarsi.
Dal funerale di Vic, Hunter ha cominciato a manifestare atteggiamenti ribelli: fuma marijuana ed è stato sospeso da scuola per aver picchiato un ragazzo.
Michael non riesce a capire il perché di questi comportamenti, ma Ben gli spiega che Hunter si è dovuto confrontare per la prima volta con la morte di un sieropositivo e adesso teme che presto gli tocchi la stessa sorte.
Hunter non vuole partecipare alla festa in onore di Vic: inizialmente Michael vuole costringerlo a venire, ma poi capisce che è meglio lasciare il ragazzo tranquillo.
A Brian viene diagnosticato un seminoma, dal quale può tranquillamente guarire attraverso un intervento chirurgico di asportazione del testicolo malato e un successivo ciclo di chemioterapia: tutto ciò non ostacolerà la sua attività sessuale, restando inalterate le funzionalità del testicolo sano.
A Brian viene la pazza idea di non farsi curare per assecondare il suo desiderio di morire giovane: nessuno sa della malattia, nemmeno Justin, il quale non capisce perché non voglia più fare l'amore con lui.
Parlando con Gus davanti alla televisione, Brian suggerisce indirettamente la possibilità di uscire di scena come James Dean, giovane e nel pieno degli anni: Lindsay non riesce però a cogliere l'allusione.
Emmett consiglia a Justin di ravvivare il rapporto con Brian, portandogli a casa un paio di uomini rimorchiati al Babylon: Brian, davanti alla sorpresa, finge di aver dimenticato una cosa in ufficio per andarsene.
Cynthia e Justin rimangono di stucco quando Brian comunica loro di aver deciso di partire per Ibiza, una vacanza fuori programma decisamente sconsigliata per una persona che ha appena aperto una nuova attività.
Brian tratta molto male Justin, dicendogli chiaro e tondo che non lo vuole tra i piedi, ma il ragazzo si dimostra comprensivo e gli dice che lo aspetterà a casa.
In realtà, quella del viaggio a Ibiza è una scusa per coprire la sua vera destinazione: l'ospedale di Baltimora, dove si sottopone all'operazione al testicolo.
Ted e Blake hanno passato la notte insieme: mentre il primo è al settimo cielo, il secondo appare decisamente inquieto.
Ted pensa di ottenere le attenzioni di Blake finendo come era prima, così passa dai suoi vecchi amici per farsi dare una dose di droga.
Mentre Ted è a casa a contemplare l'acquisto, bussano alla porta: è Emmett, il quale vuole chiedergli di tornare ad essere amici perché è rimasto commosso dalla sua lettera.
Ted passa a prendere Blake e gli mostra la droga, dicendo che se la prenderà potrà nuovamente essere attratto da lui: Blake riesce a convincerlo a buttarla via, constatando tuttavia come i tempi non siano ancora maturi per una loro relazione, ma gli promette che prima o poi si rincontreranno e solo allora potranno amarsi.
Alla festa per Vic tutto sembra andare per il meglio: in compagnia dei ragazzi c'è anche Shanda Leer, tornata ad esibirsi per la prima volta dall'aggressione, ma Debbie si dispera quando la punta dell'albero che aveva appena posizionato cade e si rompe.
- Guest star: Sherry Miller (Jennifer Taylor), Dean Armstrong (Blake Wyzecki)
- Altri interpreti: Gary Brennan (Rodney), Stephanie Moore (Cynthia), Ryan Kelly (Darren/Shanda Leer)

## Two Kinds of Lies
- Diretto da: Bruce McDonald
- Scritto da: Ron Cowen, Daniel Lipman e Del Shores

### Trama
Sam Auerbach accetta la proposta di Lindsay di tenere una mostra alla sua galleria: Lindsay lo invita a cena a casa sua, dove Melanie gli mostra i quadri della compagna.
Sam ha capito che Lindsay vorrebbe più di ogni altra cosa ricominciare a dipingere, così nel suo studio si spoglia nudo e le propone di ritrarlo: Lindsay è inizialmente riluttante, ma poi accetta e sembra ammirare intrigata il suo lavoro.
Debbie non riesce a perdonarsi la rottura della ceramica alla festa di Natale, tanto da voler comprare un monumento funerario dell'Arcangelo Gabriele dal valore di $27.000 per la lapide di Vic.
Michael ed Emmett sono contrari non soltanto perché Vic era una persona semplice, ma anche per il fatto che lei non può permettersi un acquisto così costoso.
Debbie riceve la visita di Carl, il quale la invita a cena: Debbie rifiuta perché l'indomani deve ricominciare a lavorare alla tavola calda.
Al Liberty Diner, Debbie riceve le condoglianze da un amico di Vic che le racconta di come il fratello parlasse bene di lei: la donna ha un piccolo mancamento, così Michael ed Emmett la costringono a stare a riposo perché sta lavorando troppo.
Emmett va a parlare con Carl, riferendogli soprattutto l'episodio della festa di Natale: Carl passa a casa di Debbie e le racconta di aver avuto gli stessi rimorsi quando è morta sua moglie e lui non era accanto a lei, ma poi è riuscito a perdonare sé stesso e andare avanti.
Michael e Justin incontrano il giovane regista Brett Keller, sempre più intenzionato a trarre un film dal loro fumetto: i due mettono però in chiaro alcune condizioni, in particolare che Furore non dovrà essere snaturato da come loro lo hanno concepito.
Keller sembra accettare, tanto da voler conoscere Brian che è il corrisposto reale di Furore.
Ben insulta Keller perché lo ritiene un regista poco serio, le cui opere sono puro intrattenimento per ragazzini senza cervello: Michael accusa il compagno di essere geloso perché nessuno si interessa al suo libro, che intanto è stato rifiutato da altri editori.
Michael va a dormire a casa di Ted, il quale la mattina dopo gli consiglia di fare pace con Ben perché è la stessa situazione dalla quale si sono originati i suoi problemi con Emmett.
Michael e Justin ricevono da Keller una copia del contratto per la cessione dei diritti cinematografici di Furore.
Mentre dorme sotto l'effetto dell'anestesia, Brian sogna di trovarsi al Babylon e incontra Vic che gli mostra come il locale sia diventato un ritrovo degli anziani gay deceduti.
Dimesso dall'ospedale, Brian comincia a sentirsi molto stanco e tutti imputano questa cosa al jet-lag e alle notti folli di Ibiza.
Justin ascolta per caso un messaggio nella segreteria telefonica del dottore che lo ha operato: telefonando all'ospedale scopre che si tratta di un oncologo.
Justin parla della faccenda con Michael, ma quest'ultimo non vuole che ne faccia parola con Brian perché devono rispettare il suo volere di non sapere nulla.
Justin riesce con molta fatica a tenersi tutto dentro, mentre Michael scoppia in lacrime con Brian e gli rivela che ha saputo tutto da Justin: Brian, non volendo la commiserazione di nessuno, caccia via Justin di casa.
- Guest star: Jack Wetherall (Vic Grassi), Harris Allan (James "Hunter" Montgomery)
- Altri interpreti: Peter MacNeill (detective Carl Horvath), Robin Thomas (Sam Auerbach), Mike Shara (Brett Keller)

## Have Some Balls
- Diretto da: Kevin Inch
- Scritto da: Ron Cowen, Daniel Lipman e Shawn Postoff

### Trama
Brian si sottopone alla prima seduta di radioterapia, durante la quale sogna nuovamente Vic: questa volta costui impersona uno scienziato folle che vuole inibire con il raggio laser il suo organo sessuale.
Nonostante le raccomandazioni del medico, Brian va regolarmente al lavoro e gli effetti della radioterapia cominciano a farsi sentire: Ted si accorge che l'amico da un po' di tempo dimostra di non sentirsi bene, dopo aver vomitato davanti a lui, Brian è costretto a rivelargli di avere il cancro, obbligandolo però a non farne parola con nessuno altrimenti lo licenzierebbe.
Ted sostituisce Brian alla presentazione della pubblicità di un lubrificante a una coppia di clienti, padre e figlio, ma non ha la sicurezza di Brian e la sua dialettica è decisamente debole: Cynthia interviene in suo aiuto e completa il discorso, ma il cliente più anziano non sa ancora se accettare perché prima vuole valutare le proposte di altre agenzie pubblicitarie.
Cynthia suggerisce a Ted di copulare in bagno con il figlio del cliente, proprio come avrebbe fatto Brian: la strategia funziona e la Kinnetik chiude l'affare.
Lindsay sta trascurando Melanie perché è impegnata nell'allestimento della mostra di Sam: Melanie chiede a Michael di accompagnarla al posto suo al corso pre-parto.
Sam scopre che Lindsay ha ricominciato a dipingere e che il suo primo quadro è proprio il ritratto che gli aveva fatto: nonostante lei si vergogni, Sam le fa i complimenti e dice che, se non fosse lesbica, se la porterebbe a letto.
Debbie abbandona la stravagante idea della lapide a forma di arcangelo per Vic, optando invece per una soluzione più semplice e pratica: la donna manifesta una nuova attrazione per Carl, così Emmett la incita a riprendere la storia con il detective.
Debbie va nel suo ufficio in centrale, intenzionata ad accettare quell'invito a cena che le aveva fatto, ma Carl le dice di avere un'altra donna e che l'aveva invitata a cena soltanto come amica in difficoltà.
Emmett deve organizzare la festa di fidanzamento del quarterback Drew Boyd, ma dopo la morte di Vic gli manca uno chef: assaggiando alcuni manicaretti che Darren aveva preparato per Debbie, Emmett resta soddisfatto e gli chiede di aiutarlo per il party.
Durante la festa, Emmett si offende quando sente Drew parlare con i suoi amici e alludere ironicamente al fatto che lui e Darren sono delle "checche deliziose": Emmett lo prende in disparte e gli fa notare che un vero uomo dice le cose in faccia anziché sparlare alle spalle.
La sera successiva, Emmett passa nell'appartamento di Drew per ritirare l'assegno del pagamento: l'uomo, solo in casa, lo sbatte sul pavimento e, dopo averlo girato sulla schiena, gli cala i pantaloni.
Michael riceve una lettera contenente due assegni da $10.000 ciascuno, uno intestato a lui e l'altro a Justin: ciò significa che Keller ha accettato di girare il film ispirato a Furore.
Hunter apre un'altra lettera, indirizzata a Ben, nella quale l'uomo ha ricevuto l'ennesimo rifiuto da parte di un editore alla pubblicazione del manoscritto.
Ben incontra in università Anthony, un suo ex studente che si è laureato in lettere e che lo ringrazia perché il suo primo libro lo aveva aiutato ad accettare la propria omosessualità: Anthony si offre di leggere il suo manoscritto e dare poi un giudizio.
Per lenire il dolore di Ben, Michael gli compra un computer: il compagno però rifiuta questo regalo, in quanto non ha bisogno della sua compassione.
Anthony passa nell'ufficio di Ben per dirgli di aver letto il manoscritto: Ben gli chiede di fermarsi perché vuole conoscere subito il suo parere.
Justin è arrabbiato con Michael perché ha detto a Brian che lui sapeva del cancro e che per causa sua lo ha cacciato di casa: Michael consiglia a Justin di essere più deciso e costringere Brian a farsi aiutare, dicendogli inoltre che Brian lo ha allontanato perché convinto che comunque, prima o poi lui se ne sarebbe andato lo stesso per sua scelta.
Brian torna a casa dal lavoro e trova Justin che sta cucinando il brodo di pollo: di fronte alle nuove rimostranze dell'amato, Justin si impunta e gli dice che rimarrà perché non può affrontare la malattia da solo e che lui lo ama, anche se ha un testicolo in meno.
- Guest star: Jack Wetherall (Vic Grassi), Harris Allan (James "Hunter" Montgomery)
- Altri interpreti: Peter MacNeill (detective Carl Horvath), Robin Thomas (Sam Auerbach), Matt Battaglia (Drew Boyd), Todd Hofley (Anthony), Stephanie Moore (Cynthia), Ryan Kelly (Darren/Shanda Leer)

## The Snake in Paradise
- Diretto da: John Fawcett
- Scritto da: Ron Cowen, Daniel Lipman e Michael MacLennan

### Trama
La radioterapia sta dando problemi a Brian nella sua vita sessuale, dato che non riesce più ad avere erezioni e crede di essere diventato impotente: Justin lo rassicura, dicendogli che è normale visto quello che sta affrontando e che è solo una cosa temporanea.
Michael propone a Justin di andare insieme a China Town perché Ben ha trovato nelle cure orientali un valido aiuto per abbassare la carica virale dell'HIV: i proprietari del negozio scambiano Michael e Justin per una coppia e danno a quest'ultimo gli ingredienti per la preparazione di un thè, ma nemmeno questo sembra funzionare.
Brian ha incontrato Debbie e fatto pace con lei, scusandosi per le parole dette su Vic: Debbie riconosce che in fondo aveva ragione, anche se non le era piaciuto il modo in cui aveva parlato in un momento così difficile.
Quando le dice di avere il cancro, Debbie va in chiesa a pregare per lui e per Vic: qui incontra Joanne, la madre di Brian, e la informa circa la malattia del figlio.
Joanne passa in ufficio da Brian e lo ammonisce che il cancro è la punizione divina per il suo stile di vita, quindi è ora che cambi completamente e soprattutto abbracci la fede.
Brian si infuria con sua madre perché si fa vedere soltanto adesso che lui ha problemi e la manda via urlandole che preferisce bruciare all'inferno per l'eternità che passare un solo giorno con lei in paradiso: questo gli è servito ad avere la tanto attesa erezione, così lui e Justin si precipitano subito alla darkroom del Babylon per approfittarne.
Emmett comincia a frequentare assiduamente Drew, incontrandolo abitualmente in un motel: alla domanda sul perché nasconda la propria omosessualità, Drew risponde che non è gay perché sono persone deboli e che non sono di esempio per nessuno, mentre invece lui è forte e ammirato.
Ted è alla ricerca di uno sportivo che posi come modello per una campagna pubblicitaria della Brown Athletics: Emmett gli consiglia Drew, ma fa molta fatica a convincerlo perché il quarterback ha paura di vedere rovinata la propria reputazione di macho.
Da qualche tempo Lindsay ha problemi a vivere l'intimità con Melanie, tanto che nell'ultimo rapporto sessuale ha dovuto ricorrere al vibratore a forma di pene per eccitarsi.
Convinta di essersi presa una cotta per Sam, Lindsay non si presenta alla sua mostra fingendo di voler trascorrere del tempo con Melanie e Gus, avendoli trascurati molto per allestirla.
Lindsay si presenta alla mostra solo quando questa sta per finire e si offre di chiudere il locale: la donna crede di essere rimasta sola, ma Sam spunta fuori di nascosto e le dice di aver capito che si è innamorata di lui: i due cominciano a copulare intensamente e Lindsay, anziché respingere Sam, lo lascia fare.
Anthony invita Ben alla presentazione del nuovo libro di Edmund White, uno scrittore gay sieropositivo che spiega come convivere con la malattia: proprio quella sera Ben aveva concordato di uscire a fare shopping con Michael e Hunter, ma sente che la conferenza può essere un'occasione imperdibile di confronto con una persona che vive i suoi stessi problemi.
Dopo la presentazione, Anthony invita Ben a casa sua per bere qualcosa: il ragazzo lo bacia, dicendogli di essere sempre stato innamorato di lui e di voler essere contagiato dall'HIV per poter diventare anche lui una persona libera.
Ben rifiuta le avance di Anthony e se ne va: il giorno dopo, in biblioteca, Anthony dice a Ben di essere andato a una festa e di aver copulato tutta la notte senza preservativo, quindi saprà se è stato infettato o meno tra qualche settimana.
Ben decide di scrivere una nuova storia, ispirandosi a ciò che ha fatto Anthony: Michael dice di averla letta e che è bellissima.
- Guest star: Harris Allan (James "Hunter" Montgomery)
- Altri interpreti: Robin Thomas (Sam Auerbach), Todd Hofley (Anthony), Matt Battaglia (Drew Boyd), Lynne Deragon (Joanne Kinney), Stephanie Moore (Cynthia)

## Gay or Straight? That's the Question
- Diretto da: Thom Best
- Scritto da: Ron Cowen, Daniel Lipman e Del Shores

### Trama
Il Centro Gay e Lesbiche assume il promotore finanziario Jeffrey Pendergrass per trovare i fondi con i quali organizzare la Liberty Ride.
Pendergrass fa una proposta a Brian: sponsorizzare i suoi clienti alla gara, promettendogli introiti importanti.
Indagando sul conto dell'uomo, Brian scopre che la sua attività non è esattamente limpida: costui infatti è abituato a dilapidare i fondi che raccoglie per condurre una vita di lusso, lasciando alle organizzazioni che lo hanno contattato soltanto gli spiccioli.
Brian gli dice di aver scoperto i suoi sporchi inganni: Pendergrass si dilegua dalla città, lasciando il centro completamente privo di fondi.
Da qualche tempo Hunter rincasa tardi la sera e dice di essere preso da un progetto scolastico: Michael e Ben non sono però convinti che sia vero e temono che stia ricominciando a prostituirsi.
Quando Hunter gli chiede $20, Michael vuole sapere tutto e il ragazzo gli confida che si sta vedendo con qualcuno: lui e Ben pensano che sia un ragazzo, ma Hunter confessa che sta frequentando una ragazza.
A Michael viene il dubbio che per Hunter possa essere meglio avere due genitori etero, in quanto capaci di comprenderlo meglio.
Debbie viene a sapere da Bob, un collega di Carl, che quest'ultimo porterà la sua nuova fidanzata Katherine al ballo di beneficenza della polizia.
Ted ha due biglietti per assistere in tribuna d'onore alla prossima partita degli Ironman, la squadra di Drew: Emmett si offre di accompagnarlo e Debbie chiede a Ted di procurarle un altro paio di biglietti per portarci anche Carl.
Nella foga della partita Carl e Debbie si baciano, scoprendo così di essere ancora innamorati: Sierra riconosce Emmett e lo invita a passare negli spogliatoi, dove però fatica a trattenere la rabbia nel vedere Drew fingere con la futura moglie che tra loro non ci sia nulla.
Emmett decide di rivelare la sua relazione segreta con il quarterback a Ted, dato che ormai tanto non ha più importanza perché intende lasciarlo, anche se a dire il vero si è reso conto di essersi innamorato di lui.
Sam insiste per avere un altro appuntamento con Lindsay, mettendo in dubbio il fatto che sia lesbica perché da come lo baciava al museo non si direbbe.
Lindsay si confida con Brian, il quale le ricorda che loro due ai tempi del college erano andati a letto insieme, quindi è normale che ogni tanto senta il desiderio di avere un rapporto sessuale con gli uomini.
Sam passa a casa di Lindsay per proporle di trasferirsi a Milano con lui: la donna rifiuta perché la sua famiglia è a Pittsburgh, ma Melanie li vede dalla finestra salutarsi molto affettuosamente e capisce che tra loro c'è stato qualcosa.
Lindsay si giustifica con la compagna dicendole che andare con Sam le è servito a capire che è pronta a scegliere ancora lei: dal canto suo, Melanie non è però sicura di poter fare altrettanto.
- Guest star: Harris Allan (James "Hunter" Montgomery), Peter MacNeill (detective Carl Horvath), Matt Battaglia (Drew Boyd), Robin Thomas (Sam Auerbach), Kim Bourne (Sierra), Peter Keleghan (Jeffrey Pendergrass), Cayle Chernin (Katherine), Todd Schroeder (Bob), Meredith Henderson (Callie Leeson)

## Irritation and Separation
- Diretto da: Kelly Makin
- Scritto da: Ron Cowen, Daniel Lipman e Brad Fraser

### Trama
Michael e Ben incontrano i genitori di Callie, la fidanzata di Hunter, e concordano di cenare insieme per conoscersi meglio: nel frattempo il ragazzo ha deciso di metterla al corrente circa il suo stato di salute.
I genitori di Callie sono molto preoccupati e non vogliono che la figlia si veda ancora con Hunter, a maggior ragione dopo aver saputo il modo in cui è stato infettato.
Callie non era conoscenza del fatto che Hunter avesse preso l'HIV prostituendosi e non lo vuole più vedere: Michael e Ben lo devono consolare perché è convinto che nessuna ragazza vorrà mai stare con lui.
Emmett vuole scordarsi di Drew, ma è impossibile perché l'intera città è tappezzata dai suoi manifesti: Ted gli consiglia di farsi forza e voltare pagina.
Una macchina con i vetri oscurati è appostata fuori dalla casa di Debbie: Emmett scopre che si tratta di Drew, il quale lo invita a cena fuori anziché al solito motel.
Emmett pensa che Drew voglia fare finalmente outing e fantastica sul momento in cui andranno al Babylon sotto gli sguardi attoniti di tutti: Drew non è dello stesso avviso, tanto che ha addirittura prenotato tutti i tavoli del ristorante perché nessuno li vedesse insieme.
Quando Sierra gli telefona per incontrarlo con la massima urgenza, Emmett teme che abbia scoperto la verità: in realtà la donna gli vuole proporre di occuparsi del catering del matrimonio, essendosi ammalata la titolare.
Drew rassicura Emmett sul fatto che la loro relazione clandestina proseguirà regolarmente una volta che sarà sposato: dopo avergli risposto che è sempre stato fiero di essere gay e che non ha mai mentito, Emmett se ne va e lo lascia da solo nella stanza del motel.
Lindsay e Melanie vivono praticamente da separate in casa, fingendo con gli altri di essere ancora una coppia inossidabile: Debbie nota qualcosa che non va in Melanie, ma decide di non impicciarsi.
Dopo l'ennesimo litigio, Melanie ha un dolore alla pancia e Lindsay la porta in ospedale: la dottoressa la rassicura sullo stato del bambino, ma vuole che trascorra il resto della gravidanza a letto.
Pendergrass ha lasciato il Centro Gay e Lesbiche con un debito di $25.000, il che rende molto difficile l'organizzazione della Liberty Ride.
Brian mostra al proprietario della Remson Farmaceutici la Liberty House, la casa di riposo che il Centro si proponeva di aiutare con i proventi della Liberty Ride: il signor Remson accetta la proposta di Brian di versare $100.000.
L'oncologo è molto soddisfatto del quadro clinico di Brian, ma gli raccomanda di riprendere l'attività fisica con moderazione: Brian però si è messo in testa di voler partecipare alla Liberty Ride, ma Justin lo considera uno sforzo eccessivo per lui.
Brian prova una lezione del corso di spinning che Justin e Ted stanno seguendo in vista della corsa, ma non riesce a reggere il ritmo e cede prima.
Debbie lo sprona raccontandogli che Vic è sopravvissuto a lungo alla malattia per il suo attaccamento stoico alla vita: Brian comincia così ad allenarsi di nascosto.
- Guest star: Harris Allan (James "Hunter" Montgomery), Matt Battaglia (Drew Boyd), Kim Bourne (Sierra), Meredith Henderson (Callie Leeson), Jonathan Whittaker (Stephen Leeson), Jacqueline Pillon (Amber Morgan-Leeson), Trish Adams (signora Crowe), Robert Bidaman (oncologo), Maggie Huculak (Tannis), Rae Ellen Bodie (Dusty), Don Ritchie (Lawrence Ramson), Stephen Amell (istruttore di spinning)

## Proposal of Two Kinds
- Diretto da: Michael DeCarlo
- Scritto da: Ron Cowen, Daniel Lipman e Shawn Postoff

### Trama
Justin scopre che Brian si sta allenando di nascosto a spinning da tre settimane: il ragazzo, capendo quanto sia importante per lui dopo quello che ha passato, decide di sostenerlo.
Justin deve però rinunciare alla Liberty Ride perché Brett Keller ha bisogno di lui a Los Angeles per trattare con i produttori, i quali si stanno opponendo alla realizzazione del film di Furore: anche Brian è intenzionato a lasciar perdere la corsa, non sentendosi più così sicuro di sé.
Carl chiede a Michael il permesso di sposare sua madre, ma dopo averlo ottenuto non riesce mai a trovare l'occasione per farle la proposta perché Debbie è molto indaffarata con i preparativi della corsa.
Ted fa il grande passo di restituire a Emmett i soldi che gli doveva per la vicenda del conto di Gus, ma gli comunica che non andrà alla Liberty Ride perché teme di ricadere in tentazione: Emmett decide al contrario di partecipare per mettersi alla prova.
Tutti sono pronti a partire in autobus alla volta di Toronto, da cui poi torneranno a Pittsburgh in bicicletta: Melanie va a salutare i ragazzi, contravvenendo volontariamente all'isolamento forzato, mentre Carl riesce a fare la proposta a Debbie e Ted decide di unirsi al gruppo.
Durante il viaggio anche Ben fa la proposta di matrimonio a Michael perché la sua intenzione sarebbe quella di sposarsi in Canada, dove le unioni gay sono lecite.
A Los Angeles Brett fa conoscere a Justin l'attore Connor James, sostenendo che sarebbe perfetto per interpretare il ruolo di Furore: i produttori sono molto dubbiosi sull'idea di trasporre il fumetto in film, essendoci molte scene di sesso, ma Justin è irremovibile nel volere la massima fedeltà possibile dell'opera originale con la versione cinematografica.
Lindsay è furiosa con Melanie perché è uscita di casa e, stanca per la lunga guerra che si stanno facendo, comunica alla compagna che la lascerà una volta che sarà nato il bambino.
A Toronto i ragazzi si accorgono di trovarsi in un quartiere identico in tutto e per tutto a Liberty Avenue ed entrano a bere qualcosa nel bar Moosies, molto simile a Woody's: qui trovano Brian, venuto a sorpresa in aereo perché ha cambiato idea.
Michael non è sicuro di accettare la proposta di matrimonio di Ben e Brian ancora una volta gli ricorda l'inutilità dei legami per i gay: Michael è però pronto a fare il grande passo e il giorno dopo lui e Ben si sposano, con Brian e Hunter che fanno da testimoni.
I ragazzi sono sulla linea di partenza e la Liberty Ride può finalmente partire.
- Guest star: Harris Allan (James "Hunter" Montgomery), Peter MacNeill (detective Carl Horvath), Maggie Huculak (Tannis), Clinton Walker (Phillip), Mike Shara (Brett Keller), Adam Harrington (Connor James), Stephen Amell (istruttore di spinning)

## Liberty Ride
- Diretto da: Kelly Makin
- Scritto da: Ron Cowen e Daniel Lipman

### Trama
I corridori della Liberty Ride varcano la frontiera del Canada: Ben e Michael hanno qualche problema con l'ufficiale, non essendo legalmente valida la loro unione negli Stati Uniti.
Per consolarli Brian compra una torta nuziale, una bottiglia di spumante e ingaggia dei musicisti per un ricevimento di nozze improvvisato.
Ted si appresta a festeggiare i primi sei mesi di astinenza, ma è molto preoccupato di non poterli condividere con il suo gruppo di aiuto: Emmett consulta la mappa e gli mostra che esiste un gruppo simile a Little Hope, una località molto vicina rispetto a dove si trovano.
I due però si perdono e tengono il meeting di Ted in una stalla: l'indomani riescono a ritornare sulla strada principale, dove sono raggiunti dal resto del gruppo.
Brian adocchia un bel ragazzo e toglie le mani dal manubrio, ma cade e si frattura la clavicola: nonostante il braccio fuori uso, si ostina a voler completare la corsa e Michael gli sta vicino.
Melanie ha le doglie e Lindsay è molto amorevole nel sostenerla: dopo quattordici ore di travaglio dà alla luce una bambina che decide di chiamare Jenny Rebecca, in onore di Barbara Streisand.
A Los Angeles, Brett ha ottenuto il via libera per il film di Furore e cancella il volo di ritorno di Justin perché vuole portarlo in un locale esclusivo per festeggiare: qui incontrano nuovamente Connor James e Justin ci passa la notte insieme.
Prima che Justin riparta per Pittsburgh, Brett gli fa una proposta affascinante: lavorare come vice-direttore artistico alla produzione del suo stesso film, con il ragazzo che accetta molto entusiasta.
Justin torna a Pittsburgh e aspetta con Debbie l'arrivo dei corridori: Ben, Hunter, Emmett e Ted tornano insieme al gruppo, mentre Brian e Michael tagliano il traguardo molte ore dopo.
Michael e Ben si precipitano in ospedale, dove scattano alcune fotografie a Jenny Rebecca: Lindsay finge di essere felice e si unisce alle pose con un sorriso di circostanza.
Durante il parto Melanie si è resa conto di avere bisogno di Lindsay, ma quest'ultima vuole rispettare gli accordi presi ed è intenzionata a trovare quanto prima una nuova sistemazione.
Carl chiede a Debbie quali sono le sue preferenze per le loro nozze, ma la donna non si vuole sposare finché la legge statunitense non consentirà agli omosessuali di convolare a nozze, ma propone al detective di andare comunque a convivere.
Tannis e Phillip annunciano che l'incasso della Liberty Ride è di $432 000, una cifra più che sufficiente per coprire tutti i debiti del Centro Gay e Lesbiche: Brian ha inoltre fatto cambiare nome alla Liberty House in Vic Grassi House.
Brian sogna Vic che lo ringrazia per le sue azioni, raccomandandogli di godere dei molti anni di salute che si è giustamente meritato.
Brian decide che molti cambiamenti dovranno intervenire nella sua vita: innanzitutto vuole stare più vicino a Gus, ora che è nell'età della crescita, e poi chiede a Justin di tornare a stare nel loft, ma il giovane non gli ha detto nulla circa Los Angeles.
- Guest star: Jack Wetherall (Vic Grassi), Harris Allan (James "Hunter" Montgomery), Peter MacNeill (detective Carl Horvath), Mike Shara (Brett Keller), Adam Harrington (Connor James), Brad Austin (Blair), Gary Brennan (Rodney), Maggie Huculak (Tannis), Clinton Walker (Phillip), Scott Wickware (ufficiale di frontiera), Sarah Dodd (infermiera)